# Лонг Борет
Лонг Боре́т (кхмер. ឡុង បូរ៉េត; 3 січня 1933 — 17 квітня 1975) — камбоджійський державний і політичний діяч, прем'єр-міністр Кхмерської Республіки від 1973 до 1975 року.

## Життєпис
Народився у провінції Кандаль.
У 1971—1972 роках обіймав посаду міністра інформації. Від 1972 до 1973 року очолював міністерство закордонних справ. У грудні 1973 року зайняв пост голови уряду. 11 березня 1975 року президент Лон Нол наказав Лонг Борету сформувати новий кабінет і ліквідував пост головнокомандувача збройних сил.
8 квітня 1975 року проводив безуспішні перемовини про перемир'я з представниками «червоних кхмерів» у Бангкоку. Лонг Борет, Лон Нон і принц Сісават Сірік Матак, на відміну від багатьох інших політиків Кхмерської Республіки, які втекли зі столиці, перебували на своїх робочих місцях до 17 квітня 1975 року, коли Пномпень захопили «червоні кхмери». Лонг Борет виконував свої обов'язки, незважаючи на те, що рахувався в «списку смертників», оприлюдненому Сіануком у Пекіні. Після захоплення влади «червоні кхмери допитували» його в Міністерстві інформації разом з іншими чиновниками вищого рангу, які не побажали (чи не встигли) залишити Пномпень.
Невдовзі заступник командира фронту «червоних кхмерів» Кой Тхуон організував у готелі Монором Комітет з вичищення ворогів. Його першою дією був наказ про негайне знищення Лон Нона й інших ключових фігур попереднього режиму. Лонг Борет був страчений на стадіоні Серкль Спортіф (фр. Cercle Sportif) у Пномпені.